# トゥーレアリ郡 (カリフォルニア州)
トゥーレアリ郡（英: Tulare County）は、アメリカ合衆国カリフォルニア州の肥沃な農業地域セントラルバレーに位置し、フレズノ市の南にある郡である。郡の北東隅にはフレズノ郡にも跨るキングス・キャニオン国立公園の一部としてセコイア国立公園があり、東境界にはインヨー郡に跨ってホイットニー山がある。人口は47万3117人（2020年）。郡庁所在地はバイセイリア市である。
トゥーレアリ郡トゥーレアリ湖に因んで名づけられた。トゥーレアリ湖は、五大湖より西では最大の淡水湖と考えられていた。現在では排水されている。その場所は1893年にトゥーレアリ郡の西部から創設されたキングス郡の中にある。

## 歴史
トゥーレアリ郡は1852年にマリポサ郡の一部から創設された。郡内の領域は1856年にフレズノ郡に、1866年にはカーン郡に、1866年にはインヨー郡に、さらに1893年にはキングス郡に分割されて小さくなってきた。
スペイン軍の指揮官ペドロ・ファヘスが1772年に脱走者を追跡しているときに、沼地に囲まれイグサで覆われた大きな湖を発見し、ロス・トゥーレス（植物のホタルイ）と名づけた。トゥーレアリ郡の名前はこの湖から来ている。トゥーレアリの語源はガマあるいは類似した葦を指すメキシコの言葉「トゥーリン」にある。
伝染病の野兎病（トゥーラレミア）はバクテリアのFrancisella tularensis（フランシセラ・トゥーラレンシス）によって媒介され、この名前はトゥーレアリ郡から来ている。

## 地理
アメリカ合衆国国勢調査局に拠れば、郡域全面積は4,823平方マイル (12,490 km2)である。

### 国定自然保護地域

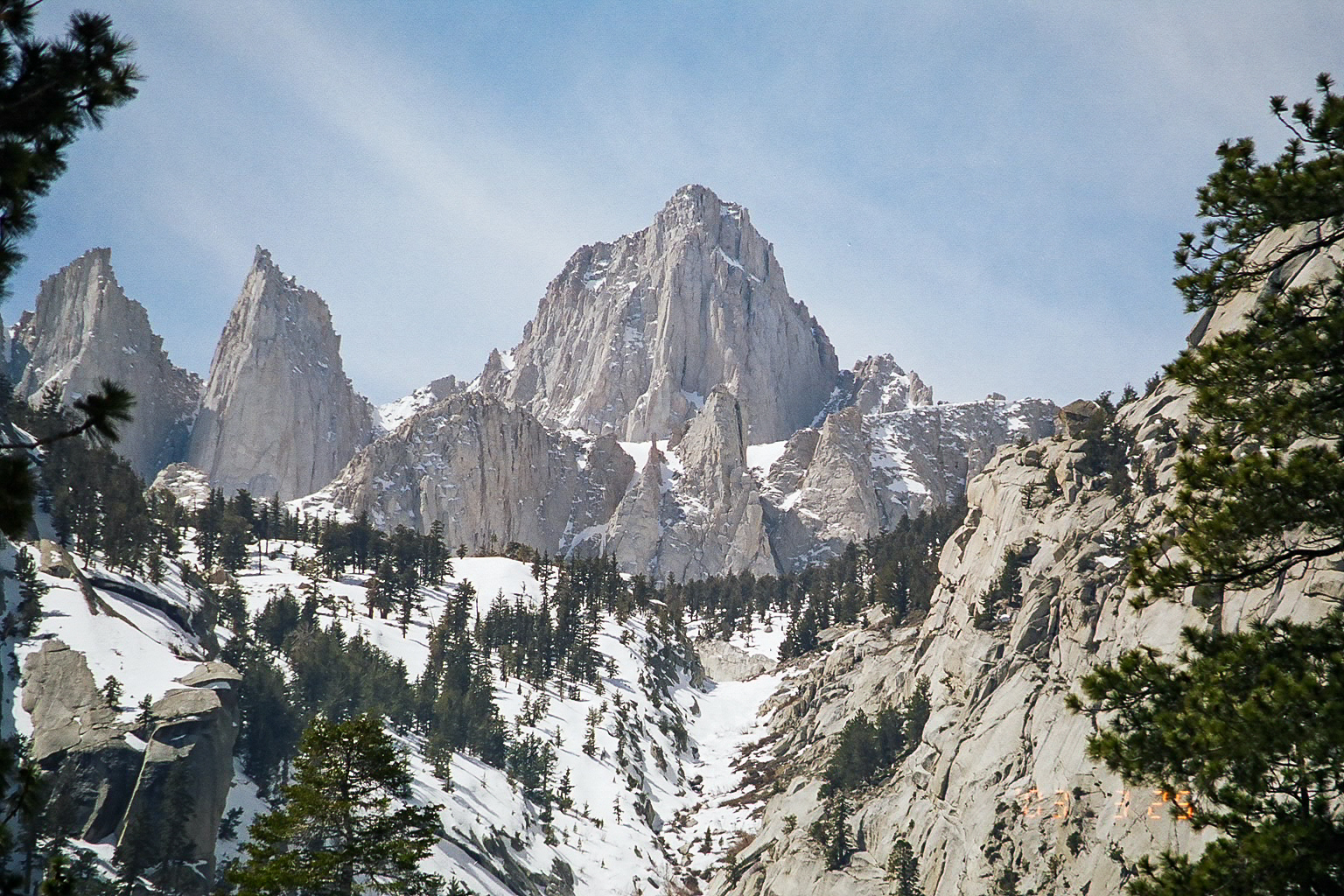
ホイットニー山

- ブルーリッジ国立野生生物保護区
- ジャイアントセコイア国立保護区（部分）
- インヨー国立の森（部分）
- キングス・キャニオン国立公園（部分）
- ピクスレー国立野生生物保護区
- セコイア国立の森（部分）
- セコイア国立公園

### 湖
| - コロンバイン湖 - クレセント湖 - フランクリン湖 - ロックスライド湖 - カウェア湖 |  | - ウィーバー湖 - アークティック湖 - フルフロッグ湖 - ロッキーベースン湖 - サクセス湖 |

### 川
| - アンゴラ川 - セントジョンズ川 - ヨコール川 - ユッカ川 - アルパイン川 |  | - ニードルロック川 - モナーク川 - モナシェ川 - ニグロ川 - トゥール川 |

### 公園
| - ピクスレー国立野生生物保護区 - カウェア湖レクリエーション地域 - アレンズワース歴史地区 - バルチ公園 - カトラー公園 - ウッドビル公園 - ウェストメインストリート公園 - ムーニーグローブ公園 / 古代オーク森林保護区 |  | - セコイア国立公園 - ホースクリークレクリエーション地域 - ラッキーズキャビン - ミネラルキング動物保護区 - アルポー公園 - キングス川自然保護区 - バートレット公園 |

#### セコイア国立公園

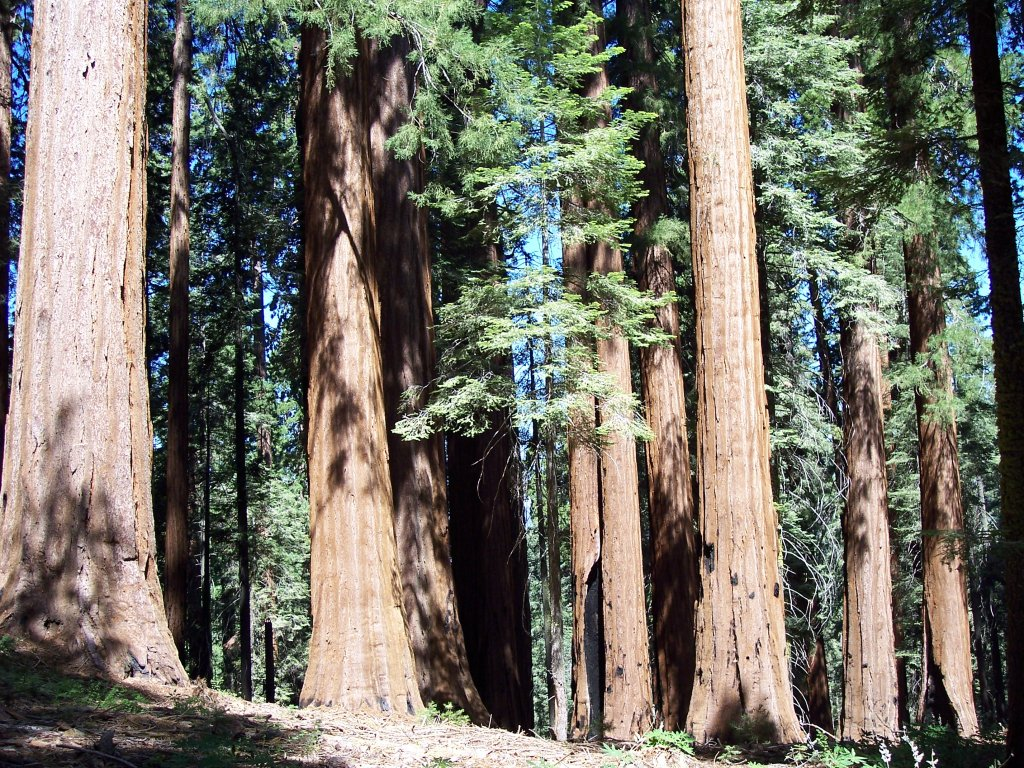
セコイア国立公園のジャイアントセコイア

セコイア国立公園はシエラネバダ山脈南部、バイセイリア市の東にある国立公園である。イエローストーン国立公園に次いで、1890年に国内2番目の国立公園に指定された。面積は404,051エーカー (1,635.14 km2) ある。標高13,000フィート (3,962 m) におよぶ山々があり、アメリカ合衆国本土の中では最も標高の高い地域である。ホイットニー山は標高14,505フィート (4,421 m) である。北にあるキングス・キャニオン国立公園と一体であり、セコイア・アンド・キングスキャニオン国立公園と呼ばれて国立公園局が一体で管理している。

### 隣接する郡
- フレズノ郡 - 北
- インヨー郡 - 東
- カーン郡 - 南
- キングス郡 - 西

## 都市と町
| - ディヌバ - エクセター - ファーマーズビル - ポータービル - リンジー - トゥーレアリ - バイセイリア（郡庁所在地） - ウッドレイク - アレンズワース - アルポー | - バジャー - カトラー - デュコール - アーリマート - ゴーシェン - アイバンホー - レモンコーブ - ロンドン - オロシ - ピクスレー - ポプラ・コットンセンター - リッチグローブ - セビル - スプリングビル | - ストラスモア - テラベラ - スリーリバーズ - ティプトン - トラバー - ホワイトリバー - ウッドビル - ヨコールランチ - トゥーレ川インディアン居留地 |

## 経済
牛乳がこの郡の収入の大半を占めており、通常年間売上高は10億ドルを超えている。オレンジやブドウなどと牛に関わる産品が毎年数億ドルの売り上げを上げている。
2001年、トゥーレアリ郡は農業による年間生産高が35億ドルとなって、アメリカ合衆国で第1位の郡となった。これは20年間以上第1位だったフレズノ郡の32億ドルを越えたものだった。
郡内の農業の重要性と州内のその位置のために郡内のトゥーレアリ市では毎年世界農業見本市を開催している。これは1968年以来世界最大の農業見本市となっている。
マイナーリーグのスポーツ、例えば野球のクラスAであるカリフォルニアリーグのチーム、バイセイリア・ローハイド（アリゾナ・ダイアモンドバックスの傘下チーム）、トゥーレアリ市とバイセイリア市を本拠とするアメリカンフットボールのマイナーリーグ・フットボール協会に所属する2つのチーム、およびポータービルを本拠にするバスケットボールのセントラル・カリフォルニア・バスケットボールリーグに所属する4つのチームにトゥーレアリ郡は大きな貢献を果たしている。

### 主要雇用主
トゥーレアリ郡の包括的年間財務報告書2010年版によれば、郡内の雇用主トップ10は以下の通りである。
| 順位 | 雇用主                     | 従業員数 |
| ---- | -------------------------- | -------- |
| 1    | トゥーレアリ郡             | 4,320    |
| 2    | ポータービル開発センター   | 3,000    |
| 3    | カウェアデルタ医療センター | 2,000    |
| 4    | ルイスフーズ               | 1,800    |
| 5    | ウォルマート               | 1,692    |
| 6    | セコイア・カレッジ         | 1,160    |
| 7    | シグナ                     | 900      |
| 8    | ジョースンズ               | 720      |
| 9    | ランド・オレイクス         | 600      |
| 10   | モンロビア・ナースリー     | 600      |

## 交通

### 主要高規格道路
- カリフォルニア州道43号線
- カリフォルニア州道63号線
- カリフォルニア州道65号線
- カリフォルニア州道99号線
- カリフォルニア州道198号線

### 公共交通
トゥーレアリ郡交通が郡内のバス便を運行し人口中心を繋いでいる。カーン郡のデラノに行く便もある。
トゥーレアリ、ポータービルおよびバイセイリア各市は独自のバス便を運行している。
グレイハウンドとオレンジベルト・ステージズが長距離の都市間バスを運行している。

### 空港
バイセイリア市民空港ではかなり限られた商業便を利用できる。バイセイリアの直ぐ北にあるセコイア飛行場は郡が所有する一般用途空港である。
最も近い商業便が運行される空港は、南のベーカーズフィールドのメドーズフィールド空港と北のフレズノ市のフレズノ・ヨセミテ国際空港である。

## 人口動態

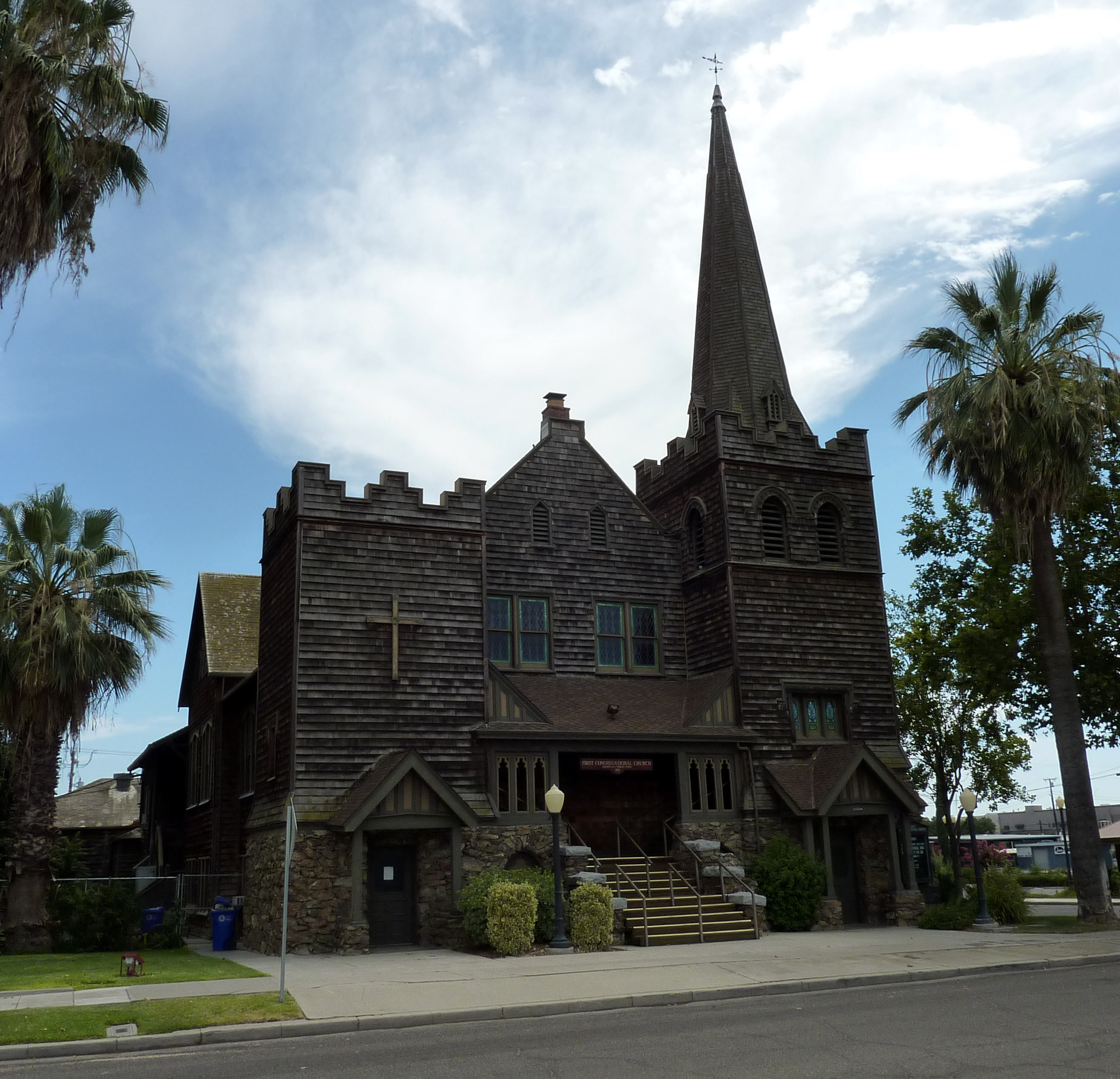
ポータービルの教会

以下は2000年国勢調査による人口統計データである。
| 基礎データ - 人口: 368,021人 - 世帯数: 110,385世帯 - 家族数: 87,093家族 - 人口密度: 29人/km2（76人/mi2） - 住居数: 119,639軒 - 住居密度: 10軒/km2（25/mi2） 人種別人口構成 - 白人: 58.08% - アフリカン・アメリカン: 1.59% - ネイティブ・アメリカン: 1.56% - アジア人: 3.27% - 太平洋諸島系: 0.11% - その他の人種: 30.79% - 混血: 4.60% - ヒスパニック・ラテン系: 50.77% - ドイツ系アメリカ人: 5.7% - イングランド系アメリカ人: 5.0% - 先祖がアメリカ人: 6.2% 主たる言語による人口構成 - 英語: 56.3% - スペイン語: 38.9% - ポルトガル語: 1.1% | 年齢別人口構成 - 18歳未満: 33.8% - 18-24歳: 10.6% - 25-44歳: 27.6% - 45-64歳: 18.2% - 65歳以上: 9.8% - 年齢の中央値: 29歳 - 性比（女性100人あたり男性の人口） - 総人口: 100.0 - 18歳以上: 97.7 世帯と家族（対世帯数） - 18歳未満の子供がいる: 44.9% - 結婚・同居している夫婦: 58.1% - 未婚・離婚・死別女性が世帯主: 14.5% - 非家族世帯: 21.1% - 単身世帯: 17.1% - 65歳以上の老人1人暮らし: 7.7% - 平均構成人数 - 世帯: 3.28人 - 家族: 3.67人 収入と家計 - 収入の中央値 - 世帯: 33,983米ドル - 家族: 36,297米ドル - 性別 - 男性: 30,892米ドル - 女性: 24,589米ドル - 人口1人あたり収入: 14,006米ドル - 貧困線以下 - 対人口: 23.9% - 対家族数: 18.8% - 18歳未満: 32.6% - 65歳以上: 10.5% |

### 犯罪統計
郡保安官事務所による犯罪統計報告書では次のようになっている。
- 殺人: 3
- 強姦: 40
- 強盗: 87
- 加重暴行: 411
- 夜盗: 1328
- 窃盗: 2117
- 自動車窃盗: 11

## 政治
郡はアメリカ合衆国大統領選挙および連邦議会選挙で共和党の強い地盤である。大統領選挙で民主党が多数を取ったのは1964年のリンドン・B・ジョンソンが最後だった。
アメリカ合衆国下院議員の選挙ではカリフォルニア州第21選挙区の一部であり、カリフォルニア州議会下院議員の選挙では、第29、第30、第31、第34選挙区に入っている。カリフォルニア州議会上院議員の選挙では、第16、第18選挙区に入っている。2010年時点ではカリフォルニア州議会上院議員の1人を民主党議員が、カリフォルニア州議会下院議員第31選挙区を無所属の議員が勤めている他は全て共和党議員が務めている。